# Dapania
A Dapania a madársóska-virágúak (Oxalidales) rendjébe és a madársóskafélék (Oxalidaceae) családjába tartozó nemzetség.

## Előfordulásuk
A Dapania-fajok előfordulási területe az Indiai-óceán két szélén van. Ez a növénynemzetség a Maláj-félszigeten, Szumátrán, Borneón és Madagaszkáron található meg.

## Rendszerezés
A nemzetségbe az alábbi 3 faj tartozik:
- Dapania grandifolia Veldkamp
- Dapania pentandra Capuron
- Dapania racemosa Korth.